# トルノ
トルノ（伊: Torno）は、イタリア共和国ロンバルディア州コモ県にある、人口約1,100人の基礎自治体（コムーネ）。

## 地理

### 位置・広がり
コモ県南部に位置するコモ湖畔のコムーネ。県都コモから北北東へ6kmの距離にある。

#### 隣接コムーネ
隣接するコムーネは以下の通り。
- ブレーヴィオ
- カラーテ・ウーリオ
- コーモ
- ファッジェート・ラーリオ
- モルトラージオ
- タヴェルネーリオ

### 地震分類
イタリアの地震リスク階級 (it) では、4 に分類される
。

## 行政

### 山岳部共同体
広域行政組織である山岳部共同体「トリアンゴロ・ラリアーノ山岳部共同体」 (it:Comunità montana del Triangolo Lariano) （事務所所在地: カンツォ）を構成するコムーネの一つである。